# Росица (Тырговиштская область)
Росица (болг. Росица) — село в Болгарии. Находится в Тырговиштской области, входит в общину Омуртаг. Население составляет 11 человек (2022).

## Политическая ситуация
В местном кметстве Панайот-Хитово, в состав которого входит Росица, должность кмета (старосты) исполняет Гюрсел  Хамзов Хамидов (Движение за права и свободы (ДПС)) по результатам выборов правления кметства.
Кмет (мэр) общины Омуртаг — Неждет Джевдет Шабан Движение за права и свободы (ДПС)) по результатам выборов в правление общины.